# إعادة ولادة الزمن
«إعادة ولادة الزمن من أزمة الفيزياء لمستقبل الكون» (بالإنجليزية:Time Reborn).هو كتاب في الفيزياء النظرية منشور سنة 2013 بواسطة عالم الفيزياء النظرية الأمريكي "لي سمولين"